# Finn Hansen
 Der er flere personer med dette navn, se Finn Hansen (flertydig).
Finn Hansen (født 16. maj 1957) er en tidligere dansk søofficer. Han opnåede i 2006 rang af kontreadmiral. Han var fra 2006 til 2008 chef for Forsvarets Materieltjeneste og fra 2008 til 2010 chef for Forsvarets Efterretningstjeneste. I perioden 1. september 2010 til 2013 var han chef for Søværnets Operative Kommando og fra april 2013 og frem til sin pensionering i 2017 ansat i Forsvarskommandoen (senere Værnsfælles Forsvarskommando).
Han har i sin karriere været chef på adskillige af søværnets sejlende enheder, blandt andet torpedomissilbåd af Willemoes-klassen, korvet af Niels Juel-klassen og inspektionsskib af Thetis-klassen.